# Campo de Ourique (Lissabon)
Campo de Ourique is een plaats (freguesia) in de Portugese gemeente Lissabon en telt 22.140 inwoners (2021).

## Indeling
In 2012 werd de freguesia Campo de Ourique gevormd uit de samenvoeging van twee freguesia's.
| Huidige freguesia | Huidige freguesia | Huidige freguesia | Freguesias voor 2012 | Freguesias voor 2012 | Freguesias voor 2012 |
| Freguesia         | Inwoners          | Oppervlakte       | Freguesias           | Inwoners             | Oppervlakte          |
| ----------------- | ----------------- | ----------------- | -------------------- | -------------------- | -------------------- |
| Campo de Ourique  | 22.120            | 1,65 km²          | Santa Isabel         | 6.875                | 0,63 km²             |
| Campo de Ourique  | 22.120            | 1,65 km²          | Santo Condestável    | 15.257               | 1,03 km²             |
| Census: 2011      |                   |                   |                      |                      |                      |

| Detailkaart              |
| ------------------------ |
|                          |
| Indeling voor en na 2012 |